# Aant Jelle Soepboer
Aant Jelle Soepboer (Dokkum, 17 augustus 1989) is een Nederlandse politicus, bestuurder, muzikant en schrijver. Van 6 december 2023 tot 25 juli 2025 was hij lid van de Tweede Kamer der Staten-Generaal namens de partij Nieuw Sociaal Contract (NSC). Daarvoor was hij namens de Fryske Nasjonale Partij (FNP) actief in de gemeentepolitiek van Noardeast-Fryslân. Van 16 mei 2022 tot 19 oktober 2023 was hij wethouder in die gemeente, daarvoor vanaf 2018 gemeenteraadslid. Hij zet zich in voor de positie van de regio en de emancipatie van geminoriseerde talen zoals het Fries.

## Loopbaan
Soepboer werd in 1989 geboren in Dokkum, waar hij eveneens opgroeide. Soepboer deed van 2006 tot 2011 de lerarenopleiding geschiedenis en aardrijkskunde aan de Noordelijke Hogeschool Leeuwarden. Gedurende het laatste studiejaar werd hij in september 2010 leraar geschiedenis en aardrijkskunde bij de Christelijke Scholengemeenschap Liudger, waar hij werkte tot augustus 2020.

### Politieke loopbaan
Eind 2017 werd Soepboer lid van de Fryske Nasjonale Partij (FNP), net voor de gemeenteraadsverkiezingen van 2018 waar hij aan deelnam als zestiende op de kieslijst. Door een campagne met als belangrijke thema's leefbaarheid op het platteland en het overeind houden van tradities, zoals het steunen van het blijvend mogen inzetten van platte karren bij optochten (waardoor veel jeugd op hem stemde), wist hij met voorkeurstemmen in de gemeenteraad te komen.
In de vier jaar dat hij raadslid was, verwierf Soepboer bekendheid door stukken in de regionale en landelijke kranten te schrijven over zaken zoals het woningtekort, bouwen voor jongeren met een sociaaleconomische binding aan het gebied, tradities als carbidschieten en praalwagens en het tegengaan van krimp. Tevens was hij verschillende keren op tv te zien in bijvoorbeeld de De Hofkar met Rutger Castricum en bij Arjen Lubach.
Bij de gemeenteraadsverkiezingen van 2022 werd Soepboer lijsttrekker van de FNP in de gemeente Noardeast-Fryslân en boekte hij met de FNP een zege, waardoor de partij met 8 van de 29 zetels als grootste partij in de gemeenteraad kwam te zitten. Samen met Sociaal in Noardeast (S!N) en Gemeentebelangen Noardeast-Fryslân vormde de FNP de coalitie en sloten zij een “lokaal akkoord met de Mienskip”. Soepboer trad samen met Bert Koonstra aan als wethouder voor de FNP. In zijn portefeuille zat “mienskip”, cultuur, beheer openbare ruimte en milieu. Ook de Friese taal was onderdeel van zijn portefeuille en hij nam deel aan het Provinciaal Bestuurlijk overleg Frysk. Op 19 oktober 2023 heeft Hanneke Jouta hem opgevolgd als wethouder, omdat Soepboer zich ging richten op de Tweede Kamer. 
Op 6 december 2023 werd hij lid van de Tweede Kamer, in de fractie van de partij Nieuw Sociaal Contract (NSC). Na de val van het kabinet waar NSC deel van uitmaakte liet Soepboer op 11 juli 2025 weten zijn Kamerzetel op te zullen geven om lijsttrekker te kunnen worden van de FNP bij de Tweede Kamerverkiezingen in oktober 2025. Op 25 juli 2025 maakt hij bekend niet te zullen wachten op het eerstvolgende moment in september, maar zijn zetel per direct terug te geven aan de partij.

## Friese taal
Soepboer groeide op in een familie waar het Fries prominent aanwezig was. Hiermee werd een basis gelegd voor zijn taalemancipatiestrijd. Als student geschiedenis, maar ook als docent aan de meertalige scholengemeenschap CSG Liudger zette Soepboer zich in voor de “memmetaal”. Zo leverde hij zijn scriptie in in het Fries en gaf hij daarna tien jaar lang (2010–2020) geschiedenis en aardrijkskunde in het Fries.  
Soepboer is drummer in de Friese folkband Baldrs Draumar, die zich richt op Friesland en Noordse mythologie.
Van 2019 tot aan zijn wethouderschap in 2022 werkte Soepboer als senior onderwijsadviseur “Frysk en meertaligens” voor Cedin B.V. in het primair en voortgezet onderwijs. Hij is tevens bestuurslid voor de Vereniging van Leraren in Levende Talen sectie Frysk.
Als raadslid zette Soepboer, aanvankelijk met raadsbrede steun, in op het herstellen van de oorspronkelijk Friese plaatsnamen in de gemeente Noardeast-Fryslân.
Op 9 april 2022 kreeg Soepboer “de gouden kneppel” uitgereikt door het bestuur van de Jongfryske Mienskip voor zijn verdiensten voor de Friese taal.

## Vet Oud!
Samen met studievriend Richard Zuiderveld is Aant Jelle Soepboer schrijver van de geschiedenisboekenserie Vet Oud! De uitgave Vet Oud! Legendarisch is in 2016 winnaar van de Kleio Klasseprijs.
- Digitale Bibliotheek voor de Nederlandse Letteren: soep003
- Gemeinsame Normdatei: 1131806565
- International Standard Name Identifier: 0000 0003 8707 2105
- Nederlandse Thesaurus van Auteursnamen: 352216557
- Parlement.com: vm6uezeealss
- Virtual International Authority File: 279960464